# Aeroport de Camabatela
L'aeroport de Camabatela (codi IATA: --, codi OACI: FNCM) és un aeroport que serveix Camabatela, una vila del municipi d'Ambaca a la província de Kwanza-Nord, a Angola.